# Saint-Genès-de-Lombaud
 Saint-Genès-de-Lombaud  là một xã thuộc tỉnh Gironde trong vùng Aquitaine tây nam nước Pháp. Xã này nằm ở khu vực có độ cao trung bình 86 mét trên mực nước biển.